# Geranomyia aeruginosa
Geranomyia aeruginosa là một loài ruồi trong họ Limoniidae. Chúng phân bố ở miền Australasia.